# Línea de Oviedo a Fuso de la Reina
La línea de Oviedo a Fuso de la Reina fue un ramal ferroviario de la línea principal de la Sociedad General de Ferrocarriles Vasco-Asturiana, de ancho métrico. Este ramal conectaba dicha línea con la ciudad de Oviedo, capital de Asturias, en el norte de España. Puesta en servicio, parcialmente, en 1904, estuvo en funcionamiento hasta 1999, en que fue convertida en una vía verde dentro de la operación urbanística Cinturón Verde.

## Historia
La construcción del ramal a Oviedo de la línea principal de la Sociedad General de Ferrocarriles Vasco-Asturiana para comunicar la cuenca hullera del Caudal con la costa es consecuencia de la decisión de construir el tramo Trubia-San Esteban de Pravia con ancho métrico, y no en ancho ibérico.
El gobierno español había considerado de interés para el Estado, la construcción de una línea férrea, en ancho ibérico, que uniera Oviedo con la fábrica de armas de Trubia y finalmente con Pravia. Una ley de 12 de enero de 1877 declaraba comprendida dentro de la ley de 2 de julio de 1870 «el ferro-carril que, partiendo de Oviedo y pasando por la Fábrica nacional de Trubia, vaya a terminar en la villa de Pravia», lo que permitía al gobierno subvencionar su construcción, con una previsible extensión hasta el puerto de San Esteban de Pravia. El tramo entre Oviedo y Trubia fue construido en ancho ibérico e inaugurado el 30 de abril de 1883. Pero para la continuación hasta San Esteban de Pravia finalmente los ingenieros optaron por el ancho métrico, por lo que era necesaria la construcción de una nueva línea para la comunicación con Oviedo. 
Valentín Gorbeña, director facultativo del Vasco, firma en 1899 el proyecto con la conexión del ramal en el lugar de Puerto, aguas arriba de Trubia. En 1901 la Gaceta de Madrid publica las concesiones al Vasco de las líneas de ferrocarril de Trubia a San Esteban de Pravia (20 de julio), de Oviedo a la de Ujo a Trubia (21 de julio) y de Ujo a Trubia (20 de agosto). Las obras ya se habían iniciado en 1900 y se encontraban en un estado avanzando ya en 1902.
El proyecto de 1899 de Valentín Gorbeña contemplaba un único empalme del ramal de Oviedo con la línea general de San Esteban a Ujo, en la estación de Puerto. Esta conexión no permitía la circulación directa de Oviedo a Ujo o viceversa, por lo que en 1901 se modificó el proyecto para establecer un triángulo de conexión del ramal de Oviedo, para permitir las circulaciones directas desde Oviedo hacia los dos extremos, Ujo y San Esteban. Para ello se dispuso la construcción de una nueva estación en el vértice de este triángulo más próximo a Oviedo, frente a la peña Avis en la ribera izquierda del río Nalón, que recibió el nombre de Fuso de la Reina.

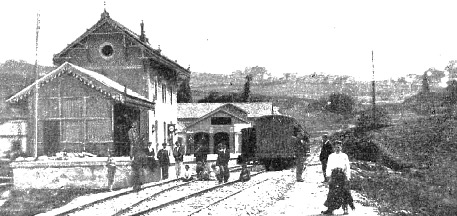
Estación provisional de Oviedo, en 1904

El 2 de agosto de 1904 se inaugura la línea entre San Esteban de Pravia y Oviedo, 56 km, con una estación provisional en la ciudad, en la zona de Santo Domingo. No sería hasta 1906 en que se inaugurara la estación definitiva de Oviedo, con un 1 km de línea más hacia el centro de la ciudad. En esta fecha, además de la provisional de Oviedo, se inauguraron las estaciones de La Manjoya y la de Puerto (empalme). La estación de Fuso de la Reina y el ramal de Buciello, que la conectaba con la línea en sentido Ujo, se pusieron en funcionamiento con la ampliación de la línea principal desde Puerto hasta Figaredo, el 30 de mayo de 1906. El 16 de julio de 1911, se abrió al público en La Premaña un apeadero conocido como Las Caldas para el servicio del balneario situado en la localidad homónima. En 1970 ya había dejado de funcionar.
No sería hasta 1928 en que se conectaran las dos redes de vía estrecha existentes en la ciudad de Oviedo. El 31 de marzo se ponía el funcionamiento el ferrocarril de enlace entre las estaciones de Oviedo de los Ferrocarriles Económicos de Asturias y Vasco Asturiano, ejecutado por aquella. Este ramal arrancaba entre la terminal de mercancías de la estación de Oviedo y el paso superior sobre la calle Martínez Vigil.
En abril de 1972, la explotación de esta línea y de las otras líneas del Vasco fue asumida por la empresa pública FEVE, creada para estos fines. Feve continuó con la explotación de la línea hasta el 3 de febrero de 1999, fecha en que circuló el último tren por la línea. Tras ello, su superestructura fue retirada y el tramo entre el Parque de Invierno de Oviedo y la estación de Fuso fue convertida en vía verde. La estación de Oviedo había sido derruida en noviembre de 1993, la de La Manjoya se convirtió en una aula de naturaleza y la de Fuso se mantuvo como vivienda. El nombre de la estación se mantuvo en la cercana estación de Puerto, que siguió manteniendo su función ferroviaria.

## Descripción
La línea tenía una longitud de 11 km, entre la conocida como estación del Vasco y la línea de Collanzo a Trubia, discurriendo completamente dentro del término municipal ovetense. Partía de la estación de Oviedo en curva, rodeando por el este la colina sobre la que se asienta el núcleo medieval de Oviedo. Superaba mediante pasos superiores las calles de Martínez Vigil, Azcárraga y Postigo Bajo y el camino a Otero hasta llegar al campo de Santo Domingo donde se ubicaba el taller conocido por dicho nombre. En dicho emplazamiento estuvo situada la estación provisional, de 1904 a 1906. Tras un paso inferior por la calle del Monte de Santo Domingo —actual San Melchor—, se alcanzaba el túnel de San Lázaro. Este comunicaba el valle del arroyo de Otero con el del río Gafo, y era el más largo del ramal con 504 m. Con rumbo sur la vía alcanzaba la estación de La Manjoya, cruzaba la línea León-Gijón de Norte en las cercanías de su estación de El Caleyo, siguiendo el curso del Gafo hasta el río Nalón. La línea cruzaba el Gafo en varias ocasiones siendo el más notable el puente de La Premaña. Tras él, cruzaba al valle del Nalón por el túnel de Las Caldas. En las cercanías de la peña Avis cruzaba el río Nalón mediante un puente y se dividía en dos para enlazar con el tramo Ujo-Trubia y así poder realizar la maniobra directa en ambas direcciones, sin retrocesos.
En el vértice de este triángulo se ubica la estación de Fuso de la Reina, con los andenes entre ambas vías. La vía en sentido Ujo se adentraba en el túnel del ramal a Buciello próximo a la estación, estando parte del andén dentro del mismo. En el vértice noroeste del triángulo, entre la vía sentido Trubia y la Trubia-Collanzo se situaba la estación de Puerto (empalme) a escasa distancia de la de Fuso de la Reina, para el servicio de mercancías, con su playa de maniobras.
El ramal partía en rampa desde la estación de Oviedo (212 m) hasta el túnel de San Lázaro (220 m), su punto más elevado. Desde allí descendía sin contrapendiente alguna hasta Fuso de la Reina.